# Harry Nakari
Harry Nakari (* 26. März 1955) ist ein ehemaliger finnischer Skispringer.
Nakari bestritt in der Weltcup-Saison 1981/82 ein einziges Springen. Am 15. Januar 1982 erreichte er beim Springen im japanischen Sapporo auf der Normalschanze den 14. Platz und damit seine ersten und einzigen Weltcup-Punkte. Am Ende der Saison belegte er den 63. Platz in der Weltcup-Gesamtwertung.